# Рытвины Кашмир

Рытвины Кашмир на изображении космического аппарата Кассини-Гюйгенс

Рытвины Кашмир (англ. Cashmere Sulci) — система рытвин (рельеф из чередующихся борозд и кряжей) на поверхности спутника Сатурна — Энцелада.

## География
Примерные координаты — 52°04′ ю. ш. 296°04′ з. д. / 52,07° ю. ш. 296,06° з. д.. Максимальный размер структур составляет 260 км. На юго-западе рытвин Кашмир находится аналогичная структура — рытвины Мосул, а на западе — рытвины Аль-Медина. На северо-западе находится 7-километровый именной кратер Маяруф. На северо-востоке встречаются с рытвинами Лабтайт. Восточнее от них находится длинная борозда Хорасан.

## Эпоним
Названы в честь области Кашмир, фигурирующей в сборнике арабских сказок «Тысяча и одна ночь». Официальное название было утверждено Международным астрономическим союзом в 2006 году.